# Scabiosa japonica
Scabiosa japonica là một loài thực vật có hoa trong họ Kim ngân. Loài này được Miq. miêu tả khoa học đầu tiên năm 1867.

## Hình ảnh

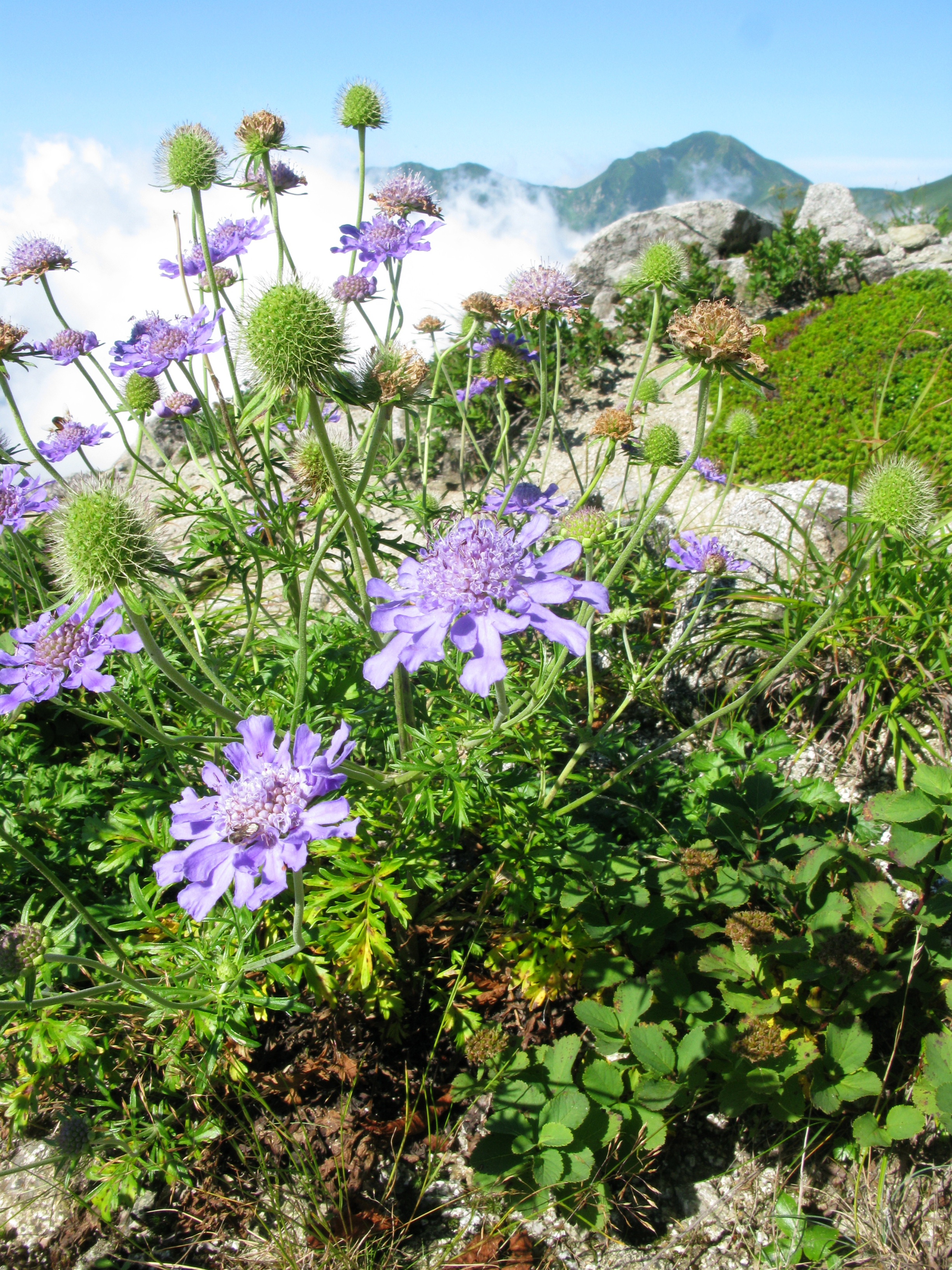
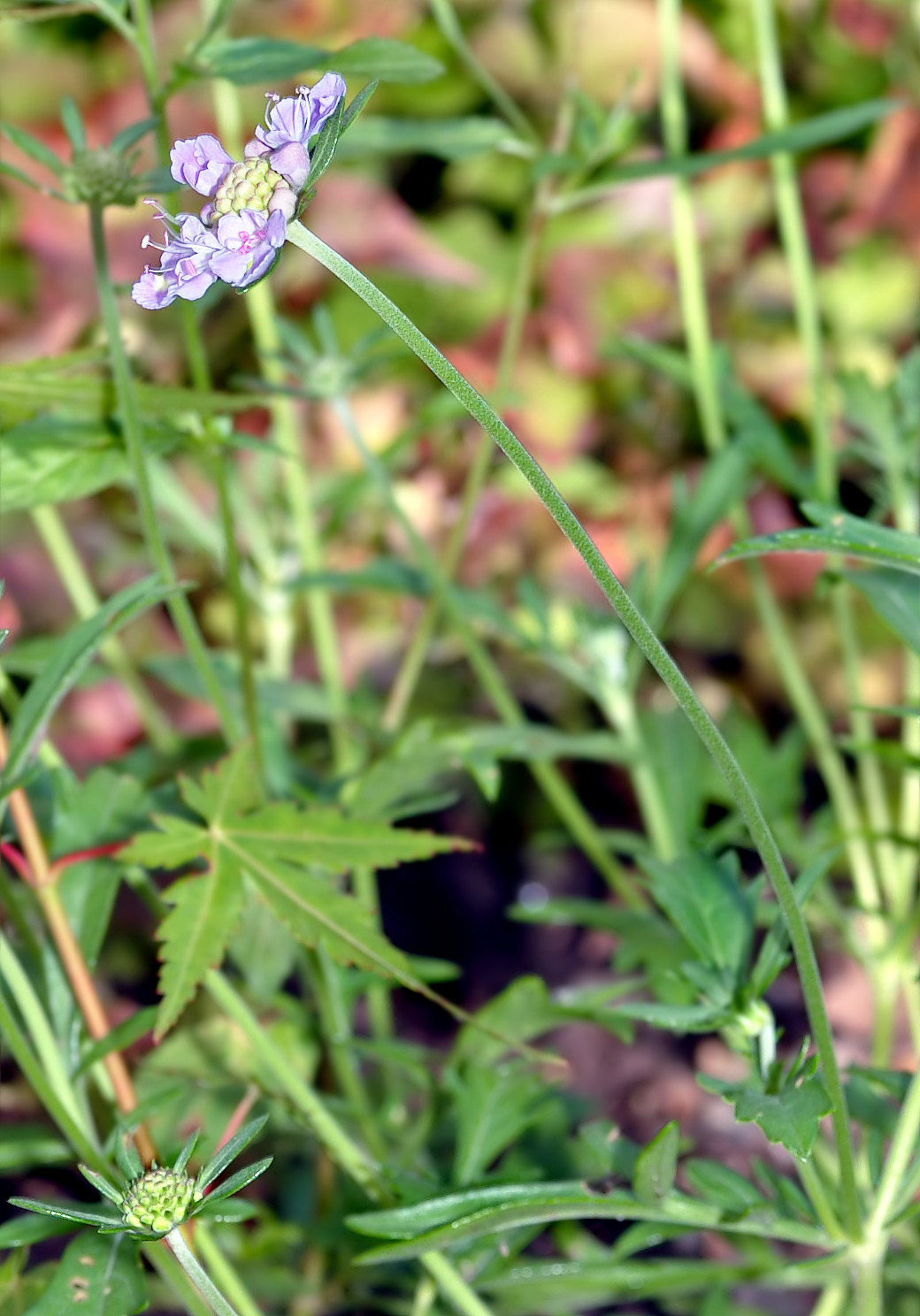
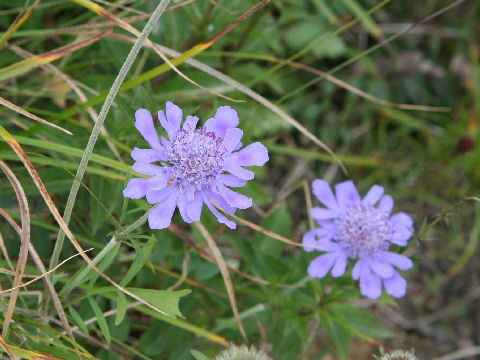
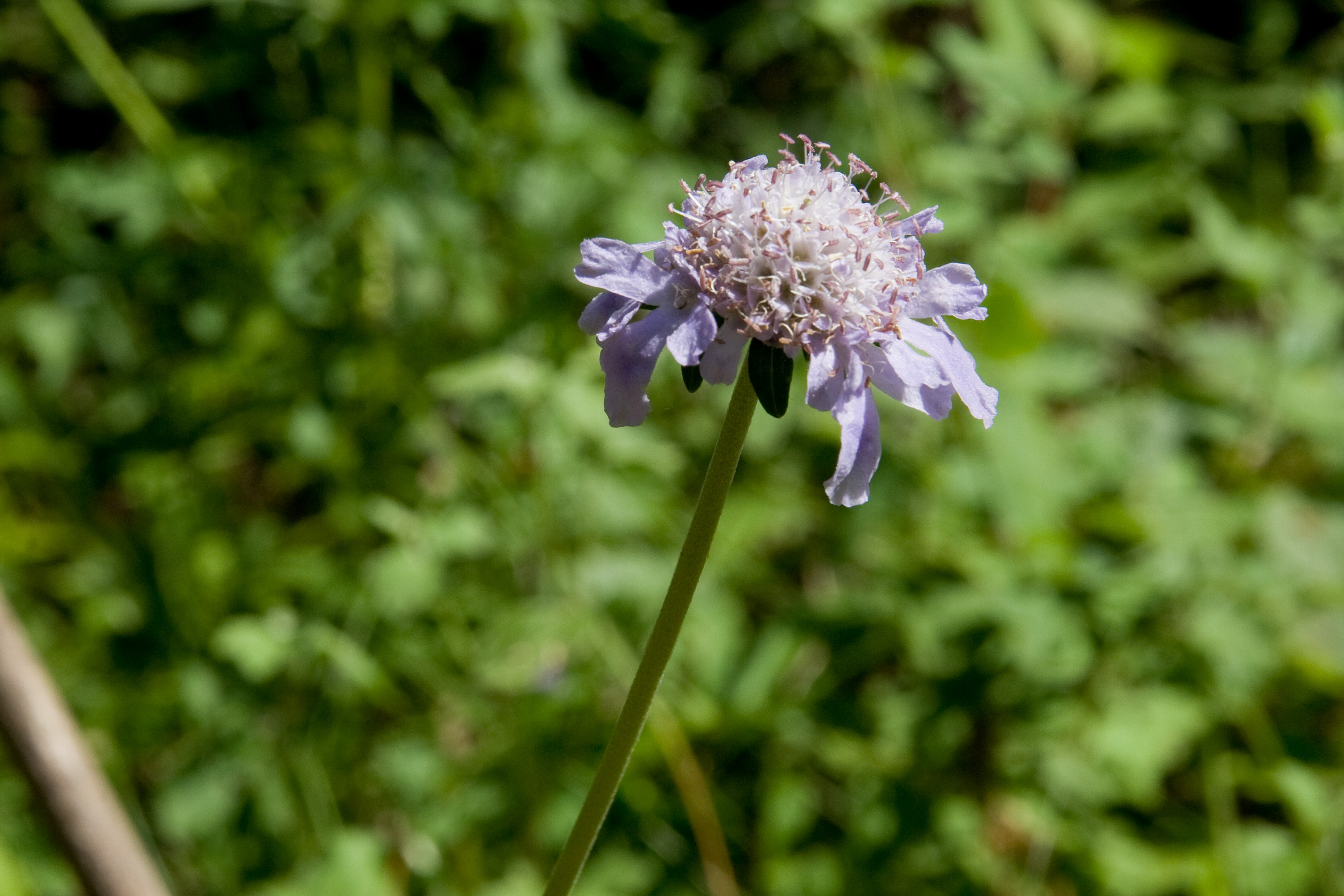